# Weiltingen
Weiltingen è un comune tedesco di 1 374 abitanti, situato nel land della Baviera.